# Trentepohliales
Trentepohliales es un orden de algas verdes de la clase Ulvophyceae.

## Familias
- Trentepohliaceae